# Paul A. Baran
Paul Alexander Baran (geboren 8. Dezember 1910 in Nikolajew, Russisches Kaiserreich; gestorben 26. März 1964 in Palo Alto) war ein US-amerikanischer, marxistisch orientierter Ökonom.

## Leben
In Russland als Sohn jüdischer Eltern geboren, studierte er in Berlin und lebte seit 1939 in den USA, wo auch seine wissenschaftliche Karriere stattfand. Sein Vater war Arzt und hatte starke Verbindungen zu der Fraktion der Menschewiki der Sozialdemokratischen Arbeiterpartei Russlands.
Baran studierte Ökonomie an der Lomonossow-Universität in Moskau. In Berlin übernahm er an der Landwirtschaftlichen Hochschule Berlin eine Stelle als Wissenschaftliche Hilfskraft. In derselben Funktion war er auch am Institut für Sozialforschung in Frankfurt tätig und arbeitete mit Friedrich Pollock zusammen.
Unter dem Ökonomen Emil Lederer schloss Baran seine Dissertation ab. Baran machte die Bekanntschaft mit dem marxistischen Ökonom Rudolf Hilferding und schrieb für dessen Zeitung Die Gesellschaft. Als er im Herbst 1930 nach Breslau ging, drohte die Gefahr des Nationalsozialismus am politischen Horizont. Er war sehr aktiv in der sozialdemokratischen Studentenorganisation, sprach oft in sozialdemokratischen und gewerkschaftlichen Versammlungen, schrieb Flugblätter und Artikel für die sozialdemokratische Zeitung und sprach regelmäßig im Radio.
Nach Hitlers Machtantritt verließ Baran Deutschland und emigrierte in die Vereinigten Staaten. Hier traf er auf Paul Sweezy und absolvierte ein Graduierten-Studium an der Harvard University. Während des Zweiten Weltkriegs arbeitete er für das Office of Strategic Services sowie in den USAS am Strategic Bombing Survey unter der Leitung von John Kenneth Galbraith.
Nach dem Ende des Krieges wurde er erst Mitarbeiter der Federal Reserve und dann Professor an der Stanford University. Unter der Verwendung eines Pseudonyms begann er unter dem Namen Historicus für die von Paul Sweezy gegründete sozialistische Zeitschrift Monthly Review zu schreiben.
1960 besuchte er Kuba kurz nach der Machtübernahme durch Fidel Castro. Er starb 1964 an einem Herzinfarkt.
Bekannt wurde er vor allem durch das gemeinsam mit Paul Sweezy verfasste Werk Monopolkapital.

## Schriften (Auswahl)
- Otto Nathan: The Nazi Economic System. Germany´s Mobilization for War. Duke University Press, Durham 1944. (Mitarbeit von Paul A. Baran an Kapitel 10: "The Effect of the Military Economy on Civilian Consumption".)
- The Political Economy of Growth, Monthly Review Press, New York 1957, ISBN 0-85345-076-5
  - deutsch: Politische Ökonomie des wirtschaftlichen Wachstums, übersetzt von Christel Klose und Gottfried Frenzel, Luchterhand, Neuwied 1966
  - Zur politischen Ökonomie der geplanten Wirtschaft, übersetzt von Michael Bärmann und Malte C. Krugmann, Suhrkamp, Frankfurt 1966
- mit Paul Sweezy, Monopoly Capital
  - deutsch: Monopolkapital. Ein Essay über die Amerikanische Wirtschafts- und Gesellschaftsordnung, übersetzt von Hans-Werner Sass, Suhrkamp, Frankfurt/M. 1973.
- Paul A. Baran: Unterdrückung und Fortschritt. Essays. Suhrkamp, 1968.
- Paul A. Baran, Erich Fried, Gaston Salvatore: Intellektuelle und Sozialismus, Rotbuch 2 Wagenbach, Berlin 1968